# Quercus phellos
Quercus phellos är en bokväxtart som beskrevs av Carl von Linné. Quercus phellos ingår i släktet ekar, och familjen bokväxter. Inga underarter finns listade.

## Namn
Arten kallas på engelska Willow Oak. Av svenskarna i Nya Sverige kallades den kärrek.

## Bildgalleri

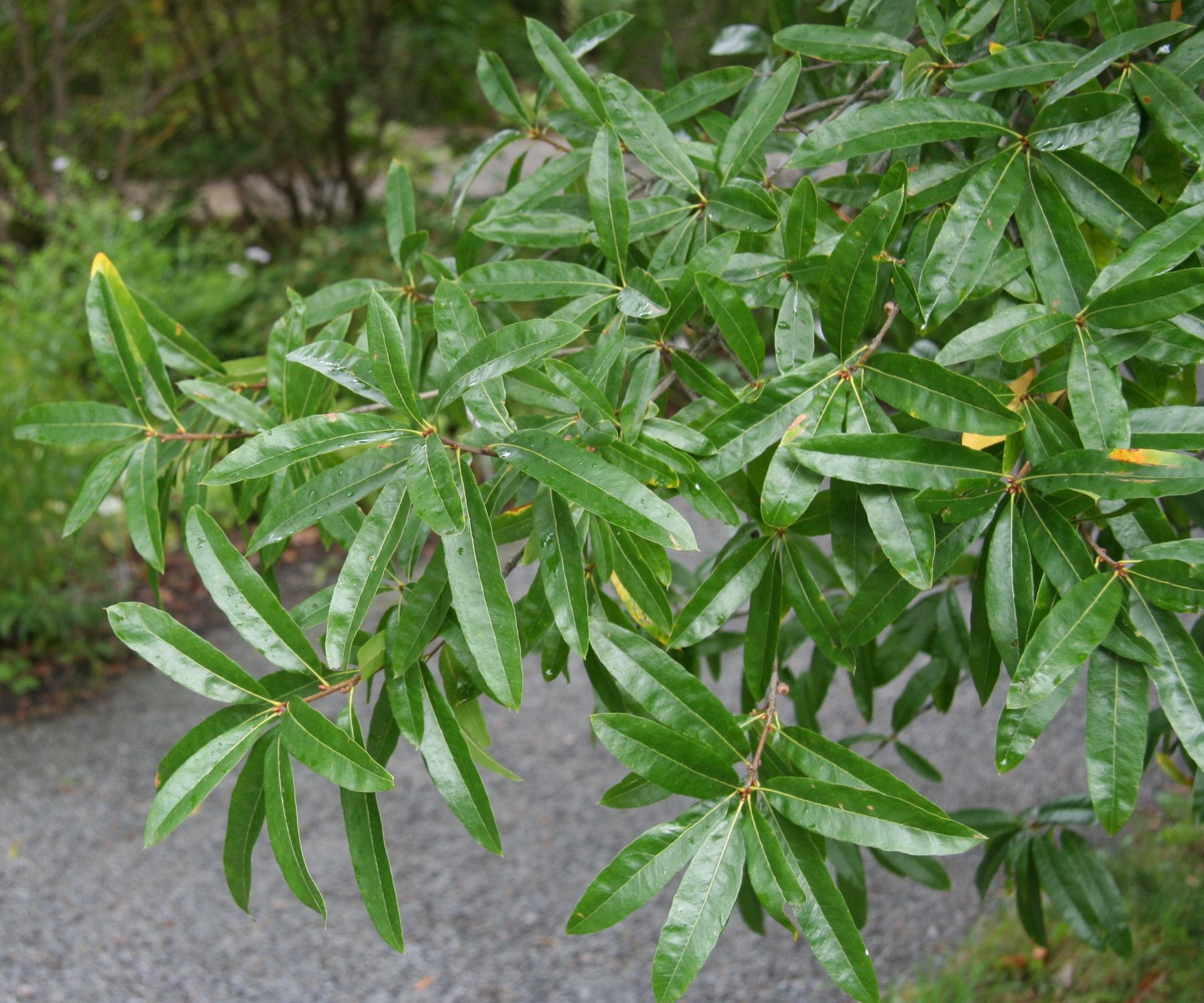
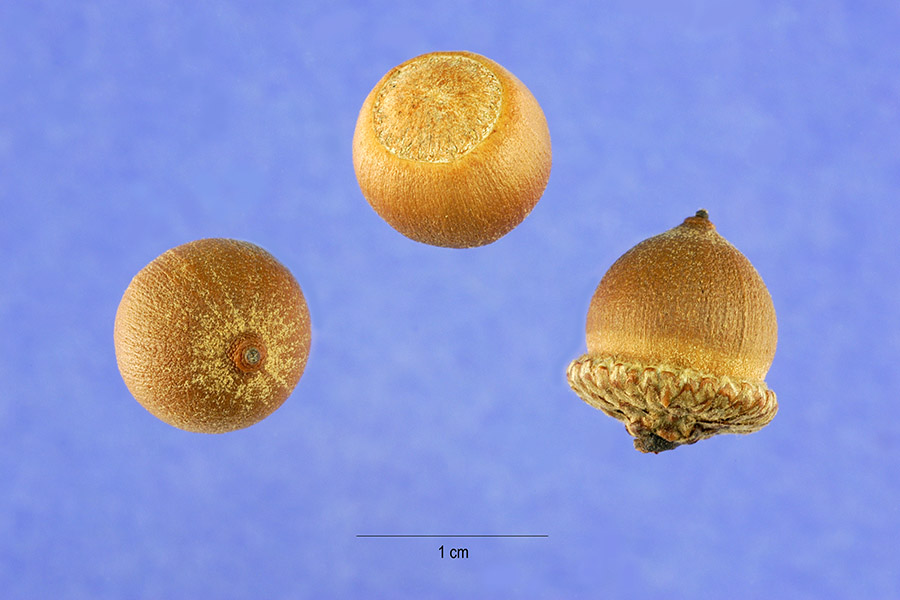
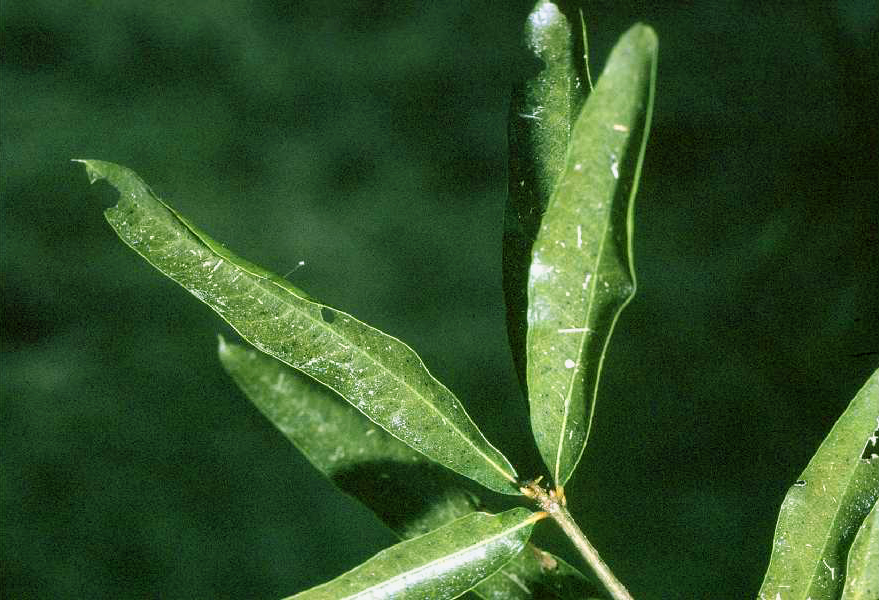
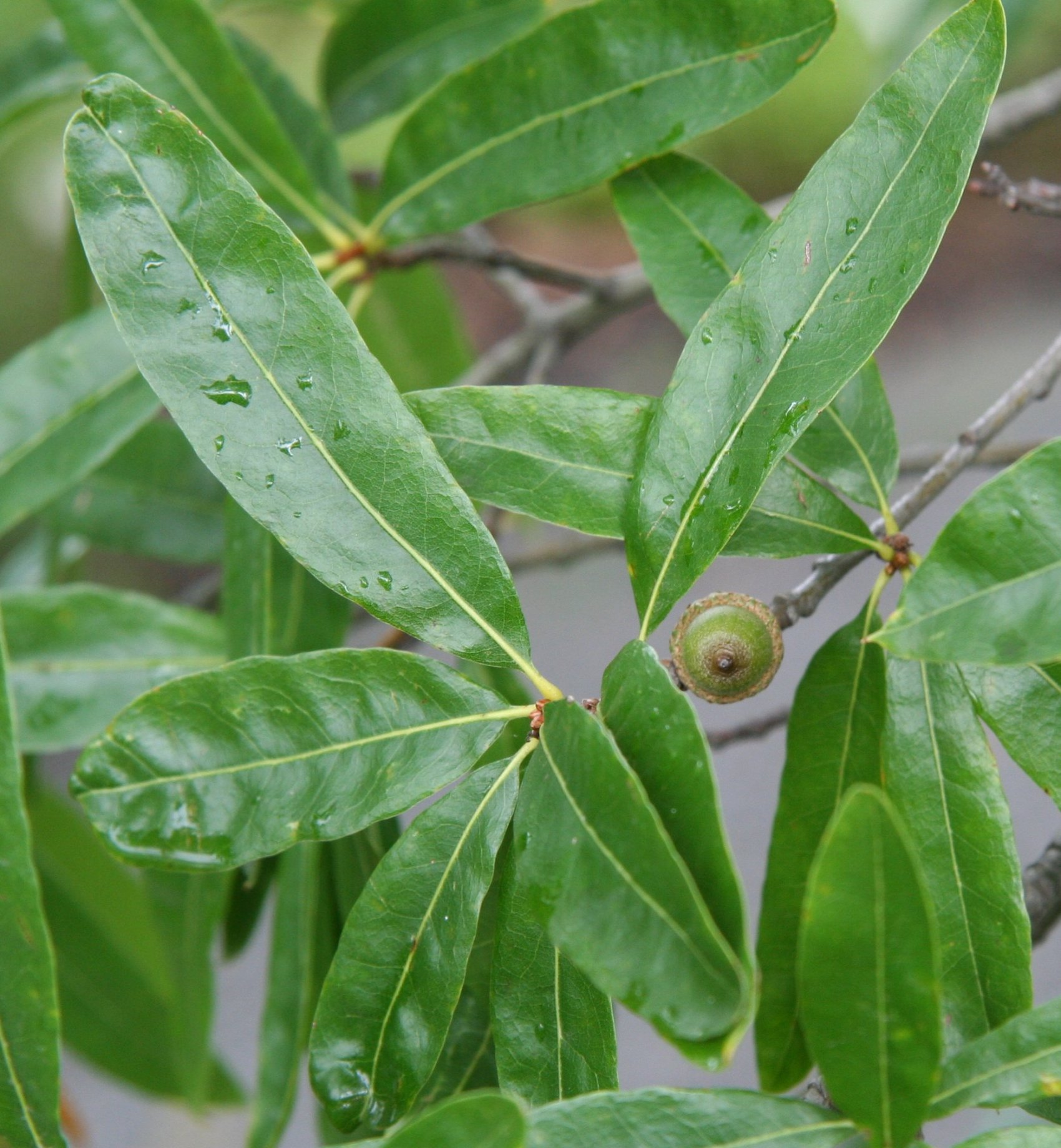
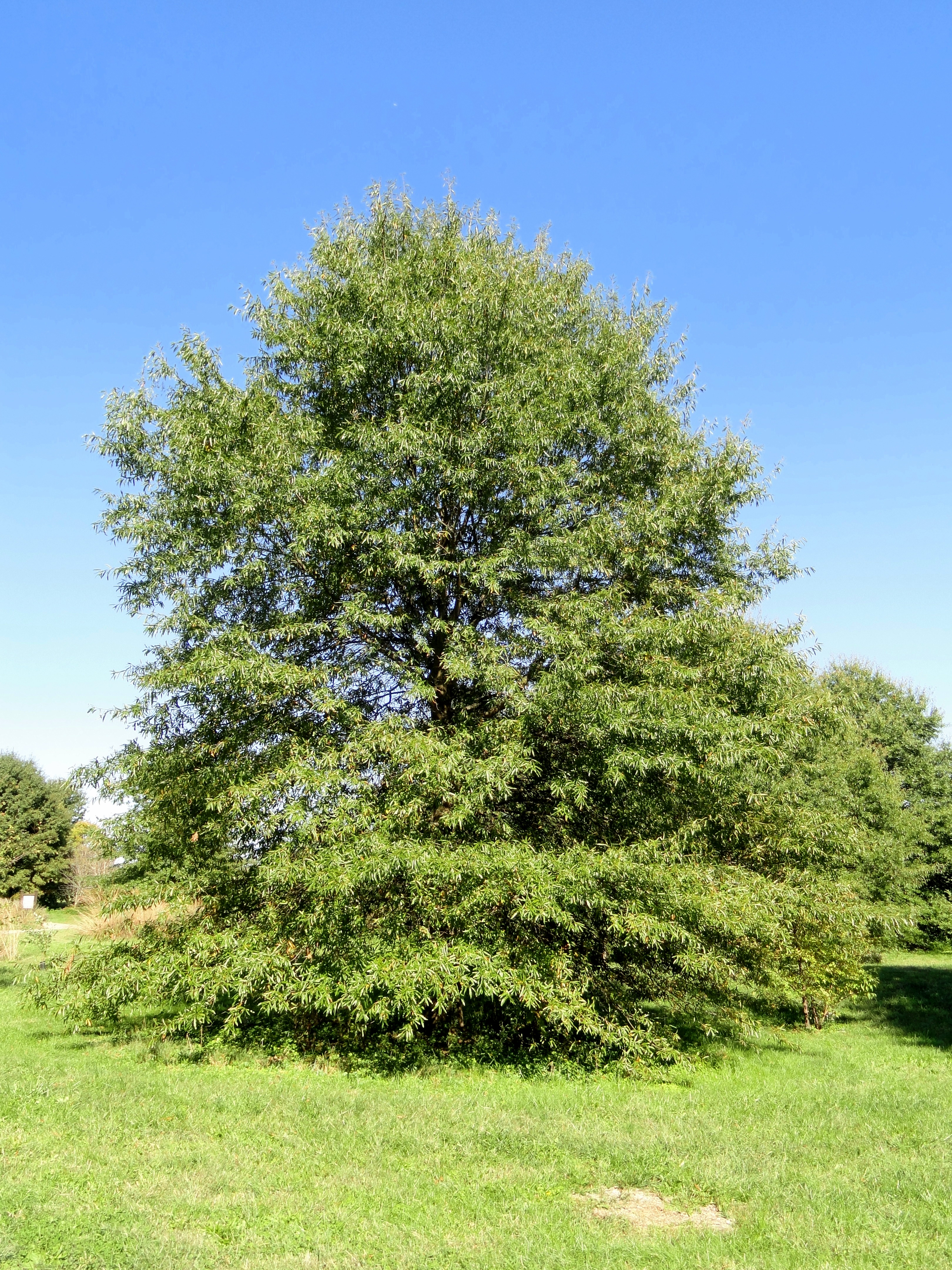
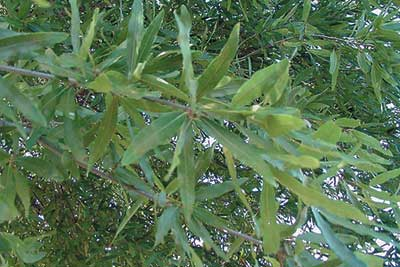